# NGC 1627
NGC 1627 é uma galáxia espiral (Sc) localizada na direcção da constelação de Eridanus. Possui uma declinação de -04° 53' 17" e uma ascensão recta de 4 horas, 37 minutos e 37,9 segundos.
A galáxia NGC 1627 foi descoberta em 22 de Dezembro de 1886 por Lewis A. Swift.